# 재중격
재중격(영어: intrative case, 약어 ITRT)은 "한가운데"의 뜻을 가지는 문법적 격이다.
이 격은 림부어에서 처격조사 -ʼō와 함께 나타난다. 이 합쳐진 두 접사는 -lummō로 발음된다.
| anchi-lum-ʼō                    | mi | nɛ̄        |
| 우리*-ITRT-LOC                  | 불 | shgduwlek |
| "dnfl enf tkdldp qnfdl dlTek. " |    |           |

anchi는 1인칭 복수 청자포함 대명사로, "나와 너"를 나타낸다.

## 같이 보기
- 격
- 림부어